# Baryscapus gigas
Baryscapus gigas är en stekelart som först beskrevs av Burks 1943.  Baryscapus gigas ingår i släktet Baryscapus och familjen finglanssteklar. Inga underarter finns listade.